# Rhopalosiphum maidis
Rhopalosiphum maidis är en insektsart som först beskrevs av Fitch 1856.  Rhopalosiphum maidis ingår i släktet Rhopalosiphum och familjen långrörsbladlöss. Enligt den finländska rödlistan är arten otillräckligt studerad i Finland. Arten är reproducerande i Sverige. Artens livsmiljö är odlingsmark. Inga underarter finns listade i Catalogue of Life.